# Stoneham (Massachusetts)
Stoneham – miasto w Stanach Zjednoczonych, w stanie Massachusetts, w hrabstwie Middlesex.